# 1993-as indianapolisi 500
A 77. alkalommal megrendezett Indianapolisi 500 mérföldes versenyt 1993. május 30-án rendezték meg.

## Futam
| Hely. | RH | RSZ | Versenyző              | Karosszéria | Motor          | Körök | Élen | Idő/Kiesés oka        | Csapat                      |
| ----- | -- | --- | ---------------------- | ----------- | -------------- | ----- | ---- | --------------------- | --------------------------- |
| 1     | 9  | 4   | Emerson Fittipaldi (W) | Penske      | Chevrolet      | 200   | 16   | 157,207 mph átlag     | Team Penske                 |
| 2     | 1  | 10  | Arie Luyendyk (W)      | Lola        | FordXB         | 200   | 14   | + 2,862 mp. h.        | Chip Ganassi Racing         |
| 3     | 8  | 5   | Nigel Mansell (R)      | Lola        | FordXB         | 200   | 34   | + 4,237"              | Newman/Haas Racing          |
| 4     | 3  | 9   | Raul Boesel            | Lola        | FordXB         | 200   | 18   | + 4,782"              | Dick Simon Racing           |
| 5     | 2  | 6   | Mario Andretti (W)     | Lola        | FordXB         | 200   | 72   | + 5,418"              | Newman/Haas Racing          |
| 6     | 11 | 22  | Scott Brayton          | Lola        | FordXB         | 200   | 0    | + 6,540"              | Dick Simon Racing           |
| 7     | 4  | 2   | Scott Goodyear         | Lola        | FordXB         | 200   | 5    | + 7,917"              | Walker Racing               |
| 8     | 5  | 3   | Al Unser, Jr. (W)      | Lola        | Chevrolet      | 200   | 17   | + 9,964"              | Galles Racing               |
| 9     | 17 | 8   | Teo Fabi               | Lola        | Chevrolet      | 200   | 0    | + 17,441"             | Jim Hall Racing             |
| 10    | 24 | 84  | John Andretti          | Lola        | FordXB         | 200   | 2    | + 17,730"             | A.J. Foyt Enterprises       |
| 11    | 6  | 16  | Stefan Johansson (R)   | Penske      | Chevrolet      | 199   | 0    | + 1 kör h.            | Bettenhausen Racing         |
| 12    | 23 | 80  | Al Unser (W)           | Lola        | Chevrolet      | 199   | 15   | + 1 kör h.            | King Racing                 |
| 13    | 19 | 18  | Jimmy Vasser           | Lola        | FordXB         | 198   | 0    | + 2 kör h.            | Hayhoe Racing               |
| 14    | 14 | 11  | Kevin Cogan            | Lola        | Chevrolet      | 198   | 4    | + 2 kör h.            | Galles Racing               |
| 15    | 28 | 50  | Davy Jones             | Lola        | Chevrolet      | 197   | 0    | + 3 kör h.            | Euromotorsport              |
| 16    | 33 | 59  | Eddie Cheever          | Lola        | Buick          | 197   | 0    | + 3 kör h.            | Team Menard                 |
| 17    | 18 | 51  | Gary Bettenhausen      | Lola        | Menard (Buick) | 197   | 0    | + 3 kör h.            | Team Menard                 |
| 18    | 26 | 15  | Hiro Matsushita        | Lola        | FordXB         | 197   | 0    | + 3 kör h.            | Walker Racing               |
| 19    | 15 | 36  | Stéphane Grégoire (R)  | Lola        | Buick          | 195   | 1    | + 5 kör h.            | Formula Project Engineering |
| 20    | 22 | 76  | Tony Bettenhausen, Jr. | Lola        | Chevrolet      | 195   | 0    | + 5 kör h.            | Bettenhausen Racing         |
| 21    | 30 | 75  | Willy T. Ribbs         | Lola        | FordXB         | 194   | 0    | + 6 kör h.            | Walker Racing               |
| 22    | 32 | 92  | Didier Theys           | Lola        | Buick          | 193   | 0    | + 7 kör h.            | Hemelgarn Racing            |
| 23    | 27 | 66  | Dominic Dobson         | Galmer      | Chevrolet      | 193   | 0    | + 7 kör h.            | Burns Racing                |
| 24    | 31 | 60  | Jim Crawford           | Lola        | Chevrolet      | 192   | 0    | + 8 kör h.            | King Racing                 |
| 25    | 21 | 90  | Lyn St. James          | Lola        | FordXB         | 176   | 0    | Váltóhiba             | Dick Simon Racing           |
| 26    | 29 | 27  | Geoff Brabham          | Lola        | Menard (Buick) | 174   | 0    | Motorhiba             | Team Menard                 |
| 27    | 25 | 41  | Robby Gordon (R)       | Lola        | FordXB         | 165   | 2    | Váltóhiba             | A.J. Foyt Enterprises       |
| 28    | 10 | 40  | Roberto Guerrero       | Lola        | Chevrolet      | 125   | 0    | Baleset (3-as kanyar) | King Racing                 |
| 29    | 16 | 21  | Jeff Andretti          | Lola        | Buick          | 124   | 0    | Baleset (3-as kanyar) | Pagan Racing                |
| 30    | 7  | 12  | Paul Tracy             | Penske      | Chevrolet      | 94    | 0    | Baleset (3-as kanyar) | Team Penske                 |
| 31    | 20 | 91  | Stan Fox               | Lola        | Buick          | 64    | 0    | Motorhiba             | Hemelgarn Racing            |
| 32    | 13 | 77  | Nelson Piquet (R)      | Lola        | Menard (Buick) | 38    | 0    | Motorhiba             | Team Menard                 |
| 33    | 12 | 7   | Danny Sullivan (W)     | Lola        | Chevrolet      | 29    | 0    | Baleset (3-as kanyar) | Galles Racing               |